# Paneeraq Olsen
Paneeraq Antoinethe Olsen (* 26. Dezember 1958 in Sisimiut) ist eine grönländische Politikerin und Beamte.

## Leben
Paneeraq Olsen besuchte von 1989 bis 1992 das Gymnasium in Nuuk. Anschließend studierte sie bis 1999 am Ilisimatusarfik. Von 1998 bis 1999 war sie Bevollmächtigte bei der grönländischen Regierung und von 2000 bis 2001 beim Parlament. Von 2001 bis 2004 arbeitete sie als Ministersekretärin. Von 2004 bis 2008 war sie Gemeindedirektorin der Gemeinde Sisimiut und nach der Verwaltungsreform von 2009 bis 2019 Kommunaldirektorin der Qeqqata Kommunia. Paneeraq Olsen heiratete am 1. August 1981 Villiam Olsen, mit dem sie fünf Kinder hat. Von 2005 bis 2009 war sie Aufsichtsratsmitglied bei Royal Greenland und von 2014 bis 2016 bei TELE Greenland sowie 2019 kurzzeitig bei Esani.
Sie kandidierte nach ihrem Ausscheiden als Kommunaldirektorin bei der Kommunalwahl 2021 und wurde in den Rat der Qeqqata Kommunia gewählt. Am selben Tag gelang ihr bei der Parlamentswahl 2021 auch das Erreichen des ersten Nachrückerplatzes der Naleraq. Von dort aus gelangte sie für Minister Pele Broberg ins Inatsisartut. Am 27. September 2021 wurde sie als Nachfolgerin des zurückgetretenen Eqaluk Høegh zur Ministerin für Kinder, Jugendliche und Familie ernannt. Sie schied am 5. April 2022 aus dem Kabinett aus, weil die Regierung durch eine Koalition aus Inuit Ataqatigiit und Siumut ersetzt wurde. Weil auch Pele Broberg seinen Parlamentssitz wieder annahm, schied sie auch aus dem Inatsisartut aus. Im Herbst 2022 und im Frühjahr 2023 vertrat sie Emanuel Nûko und Hans Enoksen im Parlament. Im Juli 2023 wurde sie zur Wohlfahrtsdirektorin der Qeqqata Kommunia ernannt und trat deswegen von ihren politischen Ämtern zurück. Trotzdem trat sie bei der Parlamentswahl 2025 wieder an, diesmal jedoch für die Siumut, erreichte aber nur den neunten Nachrückerplatz der Partei.